# Niedowaga
Niedowaga – stan niedoboru masy ciała. Jest to określenie najczęściej odnoszące się do ludzi. 

## Definicja
Określenie od jakiej wartości zaczyna się niedowaga jest zmienne osobniczo, najczęściej przyjmuje się, że niedowaga zaczyna się, gdy BMI spada poniżej 18,5 u osób dorosłych. Występowanie niedowagi w krajach uprzemysłowionych wynosi 3 – 5%, w krajach rozwijających się 10 – 15%.

## Niedowaga u dzieci
U dzieci prawidłowa masa jest oznaczana na podstawie siatek centylowych, niedowaga jest znacznym odchyleniem centyla masy od centyla wzrostu prawidłowego dla wieku i dla danego dziecka.

## Przyczyny
Najczęstszą przyczyną niedowagi jest choroba:
- choroby zakaźne: AIDS, gruźlica
- choroby metaboliczne
- choroby nowotworowe
- choroby pasożytnicze
- zaburzenia endokrynologiczne
- anoreksja oraz bulimia
- zaburzenia wchłaniania pokarmów.